# 374 (číslo)
Tři sta sedmdesát čtyři je přirozené číslo, které následuje po čísle tři sta sedmdesát tři a předchází číslu tři sta sedmdesát pět. Římskými číslicemi se zapisuje CCCLXXIV a řeckými číslicemi τοδ.

## Matematika
374 je:
- Deficientní číslo
- Nešťastné číslo

## Astronomie
- (374) Burgundia je planetka hlavního pásu, kterou objevil v roce 1893 Auguste Charlois

## Doprava
- Silnice II/374 je česká silnice II. třídy vedoucí na trase Jevíčko – Šebetov – Boskovice – Rájec-Jestřebí – Blansko – přerušení – Adamov – Brno[1]

## Komunikace
- +374 je mezinárodní telefonní předvolba Arménie

## Roky
- 374
- 374 př. n. l.